# Literarno Novo mesto
Literarno Novo mesto je anotirani seznam literarnih osebnosti, ki so delovale v Novem mestu, in drugih novomeških literarnih dejstev.

## Ustvarjalci

### 17. stoletje
- Matija Katelec (24. januar 1620, Kilovče – 19. junij 1688, Novo mesto ), baročni nabožni pisatelj in kanonik v Novem mestu. Prve izdaje njegovih treh knjig hrani tudi Knjižnica Mirana Jarca v zbirki knjižnih redkosti. Po njem se od leta 1892 imenuje ulica v Novem mestu.
- Anton Brešan (Bressan) (1638–1708), baročni frančiščanski pisatelj
- Hipolit Novomeški (1667, Novo mesto – 5. april 1722, Kamnik), slovaropisec in nabožni pisatelj

### 19. stoletje
- Franc Metelko (14. julij 1789, Škocjan - 27. december 1860, Ljubljana), slovničar in profesor. V Novem mestu obiskoval gimnazijo.
- Janez Trdina (29. maj 1830, Mengeš  – 14. julij 1905, Novo mesto), pisatelj. V Novo mesto je prišel kot kazensko upokojeni profesor leta 1867. Po njem se imenuje osrednji novomeški kulturni center KC Janeza Trdine, Trdinova nagrada, Trdinova pot in ulica v Novem mestu. Pred Mestno hišo na Glavnem trgu stoji njegov doprsni kip, ki je delo kiparja Jakoba Savinška.
- Simon Jenko (27. oktober 1835, Podreča pri Mavčičah – 18. oktober 1869, Kranj), pesnik in pisatelj. Šest let je obiskoval novomeško gimnazijo. Cikel ljubezenskih pesmi Obujenke je posvetil svoji mladostni ljubezni in pesniški muzi Leopoldini Kuraltovi, ki jo je spoznal v svojem novomeškem gimnazijskem obdobju kot domači učitelj njenih bratov na gradu Turnu pri Črnomlju. Po njem se imenuje tudi ulica v Novem mestu.
- Julij Bučar (10. april 1857, Novo mesto – 2. april 1919 Novo mesto), pisatelj
- Dragotin Kette (19. januar 1876, Prem – 26. april 1899, Ljubljana), pesnik. V Novem mestu je obiskoval zadnja dva letnika gimnazije in opravil maturo. Po njem je poimenovan Kettejev drevored in osnovna šola za otroke s posebnimi potrebami. Pred Mestno hišo na Glavnem trgu stoji njegov doprsni kip, ki je delo kiparja Jakoba Savinška, na Kettejevem drevoredu 5, kjer je Kette nekaj časa stanoval, je vzidana spominska plošča.
- Milan Pugelj (3. januar 1883, Novo mesto – 3. februar 1929, Ljubljana), pisatelj, V avli Knjižnice Mirana Jarca Novo mesto je vzidana Pugljeva spominska plošča, delo akademskega kiparja Franceta Goršeta. Obeležje so prenesli s Pugljeve rojstne hiše v Kandiji št. 30, ko so jo po vojni podrli. V knjižnici, v Posebnih zbirkah Boga Komelja, hranijo dobršen del Pugljeve literarne rokopisne zapuščine, korespondenco, fotografije, portrete in osebne dokumente. Leta 1930 so za Pugljevo ulico poimenovali nekdanjo Karlovško cesto v Novem mestu, kjer je nekdaj bival.
- Ilka Vašte (2. junij 1891, Novo mesto – 3. julij 1967, Ljubljana), pisateljica biografsko-zgodovinskih romanov. Po njej se imenuje ena od ulic v Novem mestu.

### Novomeška pomlad
- Anton Podbevšek (13. junij 1898, Novo mesto – 14. november 1981, Ljubljana ), pesnik. Del njegove rokopisne zapuščine hrani Knjižnica Mirana Jarca v Novem mestu. Po njem se imenuje leta 2005 ustanovljeno novomeško gledališče Anton Podbevšek teater (APT), po njem pa je poimenovana tudi ulica v Novem mestu.
- Miran Jarc (5. julij 1900, Črnomelj –  24. avgust 1942, Pugled pri Starem logu), pesnik, pisatelj in dramatik. V Novem mestu je preživel svoja otroška in dijaška leta. Po njem se od leta 1953 imenuje knjižnica v Novem mestu. S poimenovanjem po njem so se v knjižnici še posebej potrudili v zbiranju vsega, kar je bilo v zvezi z njim oziroma njegovo zapuščino. V šestnajstih signaturnih enotah so zbrani rokopisi in tipkopisi Jarčevih objavljenih in neobjavljenih pesmi, pesniških zbirk, proze, dramskih del, delovnih konceptov, pisem in korespondence, dokumenti ter drugo gradivo o Miranu Jarcu. Njegov kip se nahaja v novomeški knjižnici Mirana Jarca in je delo Jakoba Savinška. Knjižnica Mirana Jarca se je ob obletnici Jarčeve smrti leta 2002 s pohodom na Pugled poklonila spominu nanj.
- Slavko Grum (2. avgust 1901, Šmartno pri Litiji – 3. avgust 1949, Zagorje), dramatik in pisatelj, sopotnik novomeške pomladi. V Novem mestu je preživel vseh 8 gimnazijskih let (1911–1919). Pokopan je v Šmihelu pri Novem mestu. Po njem se imenuje tudi ulica v Novem mestu.

### Med 2. svetovno vojno in po njej
- Severin Šali (22. oktober 1911, Podlisec pri Dobrniču – 24. oktober 1992, Novo mesto) pesnik. Po vojni je živel v Novem mestu. Po njem se imenuje ulica v Novem mestu.
- Jože Dular (24. Februar 1915, Vavta vas  – 31. januar 2000, Metlika), pisatelj in pesnik. Po njem se imenuje priznanje Jožeta Dularja, ki ga občina Straža podeljuje za dosežke na področju kulture, in ulica v Novem mestu.
- Leopold Povše (15. avgust 1915, Žužemberk  – 3. februar 1997, Novo mesto), pesnik.
- Janez Kolenc (23. oktober 1922, Mirna  – 6. april 2014, Novo mesto), pesnik in pisatelj, profesor slovenščine na novomeški gimnaziji.
- Tone Pavček (29. september 1928, Šentjur pri Mirni Peči  – 21. oktober 2011, Ljubljana), pesnik

### Od 60. let do danes
- Tita Kovač - Artemis (18. september 1930, Novo mesto – 11. marec 2016, Topolšica), pisateljica. V Novem mestu je živela do leta 1941.
- Ivan Perhaj (28. marec 1933, Beograd – marec 2009, Novo mesto), pesnik
- Slavko Dokl (15. julij 1933, Mesihovina v BiH – 5. maj 2016, Novo mesto), pisatelj
- Ivanka Mestnik (10. maj 1934, Drašča vas pri Žužemberku), pisateljica
- Marjeta Dajčman (11. julij 1934, Bušinja vas pri Metliki), pisateljica
- Ivan Zoran (16. marec 1935, Prapreče pri Straži – 14. november 1999, Novo mesto), pesnik
- Ladislav Lesar (10. februar 1939, Novo mesto – 12. oktober 2011, Ljubljana), pesnik
- Tone Jakše (20. december 1944, Škrjanče pri Novem mestu), pisatelj
- Franci Šali (17. julij 1941, Vavta vas), pesnik
- Milan Markelj (19. avgust 1946, Novo mesto), pesnik
- Marjanca Kočevar (24. oktober 1947, Metlika), pesnica
- Barica Smole (16. avgust 1948, Prevalje), pisateljica
- Milček Komelj (16. november 1948, Novo mesto), pesnik
- Jadranka Matić - Zupančič (5. avgust 1950, Konjščina na Hrvaškem), pesnica
- Toni Vovk (5. marec 1951, Novo mesto  – junij 2004), dramatik in pesnik
- Ivan Gregorčič (22. november 1951, Novo mesto), pesnik
- Smiljan Trobiš (2. november 1956, Novo mesto), pesnik
- Daniel Brkič (19. februar 1959, Novo mesto), pesnik
- Rasto Božič (31. maj 1959, Novo mesto), pisatelj
- Damijan Šinigoj (24. oktober 1964, Novo mesto), pisatelj
- Samo Dražumerič (1971), pisatelj in pesnik
- Uroš Sadek (1973), pisatelj
- Matjaž Brulc (1976), pisatelj
- Katja Plut (1979), pesnica
- Magda Lojk (26. avgust 1980, Novo mesto), pisateljica
- Nejc Gazvoda (5. junij 1985, Novo mesto), pisatelj
- Gašper Torkar (1992), pesnik
- Uroš Topić, pisatelj

## Novomeške muze
Julija Primic – Prešernova muza
Julija je v Novem mestu živela od leta 1850 do svoje smrti 1864, torej po smrti Prešerna leta 1849. Skupaj z možem in materjo je živela v gradiču Mostek ali Neuhof na desnem bregu Krke. V neposredni bližini dvorca, kjer je bil nekoč park, je danes urejena pešpot, imenovana Julijino sprehajališče. Skupaj z materjo je pokopana na pokopališču v Šmihelu.
Trdina je bil velik občudovalec  Prešerna in se je zanimal za vse, kar je bilo povezano z njim. Selitev v Novo mesto naj bi bila povezana prav z Julijo, ki naj bi si jo želel videti. Trdina je imel v Novem mestu priložnost veliko izvedeti o Prešernu tudi zato, ker so tam živeli številni izobraženci (Andrej Vojska, Janez Ažman, Ludvik Ravnikar idr.), ki so pesnika poznali, ki so bili v službi na sodišču, kjer jim je bil predstojnik Jožef pl. Scheuchenstuel, Julijin soprog. Trdina je Juliji posvetil poetično bajko Doktor Prežir, ki je bila objavljena leta 1885 v Ljubljanskem zvonu, dogaja pa se v Novem mestu.
Angela Smola – Kettejeva oboževanka
(16. oktober 1881, Štentvid pri Lukovici  –  6. december 1973, Ljubljana)
Leta 1896 se je s starši preselila iz Metlike v Novo mesto. Naslednje leto se je vanjo zagledal sedmošolec Dragotin Kette in ji posvetil vrsto pesmi iz tega obdobja, kot so: Na trgu, Na gostilniškem trgu, Slovo idr. Vrhunec te poezije je nastal med počitnicami leta 1898, ko se je Kette po maturi že vrnil na Prem razkrojen, ker ga je čakala služba navadnega vojaka in zaradi neuslišane ljubezni. Portret Dragotina Ketteja z Angelo Smola v ozadju je več kot tri desetletja po pesnikovi smrti naslikal njegov prijatelj iz novomeškega obdobja Ivan Vavpotič, razstavljen je v veži Dolenjske galerije, ki leži ob starem muzejskem poslopju. V Dolenjskem muzeju hranijo tudi podobo Angele Smola. 
Leopoldina Kuralt – mladostna ljubezen Simona Jenka
(11. november 1840, Ljubljana – 26. marec 1876, Novo mesto)
Pesnik Simon Jenko se je vanjo zaljubil, ko je poučeval njena brata na njihovem gradu Podturnu pri Semiču. Večina Jenkovih ljubezenskih pesmi je nastala ob spominu na Leopoldino ali Lavoslavo, kakor jo imenuje poet. Njen nagrobni spomenik se nahaja v spominskem parku Knjižnice Mirana Jarca Novo mesto.

## Založbe in tiskarne
Tiskarna Janeza Krajca
Janez Krajec je leta 1871 kupil tiskarno Henrika Tandlerja, ki je prvi slovenski tisk natisnila 1831, pozneje pa med drugim dve nabožni deli novomeškega kanonika Franca Veritija. Krajec je nato ponatisnil Slavo vojvodine Kranjske in jo od leta 1877 do 1879 izdajal v zvezkih. Za opravljeno delo je prejel častno diplomo na svetovni razstavi v Parizu leta 1878.  Leta 1885 je po njegovi zaslugi Dolenjska dobila svoj časnik Dolenjske novice. Tiskarna s knjigoveznico in knjigarna Janeza Krajca se je nahajala na Rozmanovi ulici 2 in 4.
Dolenjska založba
Delovala je v presledkih od 1959 do 2003. Leta 1989 je postala del Tiskarne Novo mesto, kjer je v naslednjih letih v literarnih zbirkah Siga in Utva izšlo prek šestdeset izvirnih leposlovnih del pretežno dolenjskih avtorjev. V zbirki Gorjanski škrat je izhajala otroška literatura, Na krilih domišljije pa se je imenovala nekoliko manj obsežna zbirka fantazijske literature.
Založba Erro
Zasebna založba, ki je zaživela 1988 pod vodstvom Tonija Vovka. Posebno pozornost so namenjali prvencem mladih dolenjskih avtorjev.
Založba Goga
Skrbi za izdajo knjižnih in glasbenih del tudi mlajših novomeških ustvarjalcev ter pripravlja različne kulturne dogodke. Ime Goga je povzeto po istoimenski knjigi iz leta 1957, ki je združevala pripovedne spise Slavka Gruma s komentarji. Založba Goga izdaja mesečnik Park, ki angažirano obravnava predvsem mestno problematiko, in literarno revijo Rast.
Dolenjski list
Časopisno založniška družba, ki z ocenami in recenzijami skrbi za medijski odmev književnih del v Novem mestu in na Dolenjskem.

## Trdinova bivališča v Novem mestu
Cilindrova krčma v Bršljinu
Trdina je v njej stanoval od leta 1867 do 1871, dokler si ni v Novem mestu poiskal primernejše sobe. V Bršljin je prišel okoli 8. oktobra skupaj z reškim gospodarjem Florijanom Virkom, ki je pritlično hišico v Bršljinu kupil z namenom, da v njej odpre krčmo. Krčma je bila  pod imenom Cilindrova krčma poznana zaradi nenavadnega pokrivala, ki naj bi ga nosil lastnik Florijan Virk. Sicer pa je bila Virkova koča zaradi poceni in dobre postrežbe priljubljena med okoliškimi kmeti, ki so se zbirali v njej zlasti ob nedeljah in semanjih dneh. Virkova krčma je stala nekje na zemljišču današnje vojašnice. Po drugi svetovni vojni je hišica še stala, in da bi jo zaščitili, so na njej vzidali spominsko ploščo. Vendar niti prizadevanja Boga Komelja niti lokalnih oblasti niso mogli preprečiti, da hiše ne bi porušila jugoslovanska armada, ki je na tem področju širila svoje kasarne.
Kraljevkina hiša
Kje natanko je Trdina stanoval po preselitvi v Novo mesto, pisatelj ni nikjer natančno označil. Najverjetneje je od leta 1871 do približno leta 1878 stanoval pri Kraljevki, to je na današnji Muzejski ulici 3.
Hiša na Vrhovčevi ulici 3 
Tu je Trdina živel od leta 1879 do 1880. Z okna svoje sobe je imel lep pogled na vrt gostilničarke Jermanice. Tja naj bi rad zahajal na kozarec vina, in ko je Jerman umrl, se je Trdina 25. maja 1882 oženil s krčmarico Uršo Grohar, por. Jerman, vdovo po krčmarju Francu Jermanu.
Brunnerjeva hiša
Naslednje znano Trdinovo stanovanje naj bi bilo, kot je na podlagi poročnih knjig ugotovil urednik Trdinovega Zbranega dela prof. Janez Logar, na današnji Cvelbarjevi ulici 7. Tukaj naj bi Trdina bival krajši čas leta 1882. 
Hiša na Streliški
Na Streliški ulici 2 je Trdina živel od poroke z Uršo Grohar do svoje smrti leta 1905. Hišo je Trdina po ženini smrti podedoval leta 1890. Na hiši je vzidana spominska plošča v njegov spomin.

## Zanimivosti
6. januarja 1848 so novomeški rodoljubi prvič na Slovenskem in v slovenskem jeziku uprizorili Linhartovo komedijo Ta veseli dan ali Matiček se ženi na Rozmanovi ulici 10. Na tem mestu je pred drugo svetovno vojno stal hotel Pri soncu, v katerem je bila leta 1840 ustanovljena Kazina (Casino Verein), društvo za nemško usmerjeno družbo Novega mesta. Pobudnika in organizatorja predstave sta bila odvetnik Jožef Rozina in uradnik Franc Polak, zagret Slovenec, ki je bil potem za kazen premeščen v Kočevje. Na novo zgrajeno hišo je vzidana spominska plošča gledališki uprizoritvi.
Na Glavnem trgu stoji kamniti mestni vodnjak, narejen po načrtih Marjana Mušiča. Na obodu vodnjaka so vklesani verzi iz pesmi Dragotina Ketteja Na trgu, ki je posvečena njegovi ljubezni Angeli Smola, iz časa, ko je pesnik hodil na novomeško gimnazijo (1896–1899, v 7. in 8. razred). Angela je stanovala v bližini vodnjaka v Bergmanovi hiši (Glavni trg 1), ki zaključuje zgornji del Glavnega trga in je bila najimenitnejša hiša na trgu. Na drugi strani vodnjaka stoji Germova hiša. Ime ima po lastnikih, ki so bili medičarji, slaščičarji (v njej je še danes slaščičarna) in svečarji. V tej hiši se je leta 1891 rodila pisateljica Ilka Vašte.
Po Otonu Župančiču je od leta 1955 poimenovano Župančičevo sprehajališče. Gre za sprehajalno pot ob reki Krki od konca Pugljeve ulice do Bršljinskega potoka. 
Na Rozmanovi ulici 22 v lokalu Pri Slonu je po poroki z gostilničarjevo hčerjo dolga leta živel pesnik in prevajalec Severin Šali. Gostinsko tradicijo lokala Pri Slonu danes nadaljuje pesnikov sin, član prve pomembnejše novomeške rock skupine Rudolfovo.